# Louis-Édouard Lemarchand
Louis-Édouard Lemarchand, né à Paris le 7 octobre 1795 et mort à Paris, rue Madame, le 13 mai 1872, est un ébéniste français. 

## Biographie
Louis-Édouard Lemarchand est ébéniste du mobilier de la Couronne et du duc d'Orléans.
Il est inhumé au cimetière du Père-Lachaise (14e division).